# Почётные граждане Новочеркасска
Почётный граждани́н го́рода Новочерка́сска — почётное звание, присваиваемое Новочеркасской городской думой гражданам Российской Федерации и других государств в знак признания выдающихся заслуг перед Новочеркасском и для поощрения личной деятельности, направленной на пользу городу, обеспечению его благополучия и процветания.

## История звания
Из истории известно, что ещё в 1775 году императрицей Екатериной II было учреждено звание «именитые граждане». В 1912 году в Новочеркасске проживало 167 почётных граждан города. В XIX веке звание «Почётного гражданина города» давали за вклад в развитие того или иного города гражданам, входившим в состав мещанского или духовного сословия. Потомственное звание давалось по рождению, а личное по ходатайству местного органа самоуправления.
В советское время звание «Почётный гражданин города» исчезло из обихода на многие десятилетия и было возвращено к жизни в 1960-е годы.

## Основания присвоения звания
Основанием служит Статья 2.1. «Почётные звания и знаки почета города» (Устав муниципального образования «Город Новочеркасск» № 148 от 28.07.2011 «Решение Думы о внесении изменений в Устав муниципального образования „Город Новочеркасск“»)
Статья 2.1. Почётные звания и знаки почета города Новочеркасска
1. За большой вклад в экономическое, социальное и духовное развитие города Новочеркасска гражданам Российской Федерации, проживающим на территории города Новочеркасска, иным гражданам Российской Федерации, гражданам других государств, имеющим выдающиеся заслуги перед городом Новочеркасском, может присваиваться звание «Почётный гражданин города Новочеркасска». При присвоении звания «Почётный гражданин города Новочеркасска» посмертно право получения знаков отличия Почётного гражданина сохраняется за его ближайшими родственниками"
2. Граждане Российской Федерации, проживающие на территории города Новочеркасска, иные граждане Российской Федерации, граждане других государств, организации всех форм собственности могут награждаться «Почётной грамотой города Новочеркасска», «Почётной грамотой Городской Думы города Новочеркасска», «Благодарственным письмом Городской Думы города Новочеркасска», «Почётной грамотой Мэра города Новочеркасска», «Почётной грамотой Администрации города Новочеркасска», «Благодарностью Мэра города Новочеркасска», «Благодарственным письмом Администрации города Новочеркасска».
3. Порядок присвоения звания «Почётный гражданин города Новочеркасска» и награждения «Почётной грамотой города Новочеркасска», «Почётной грамотой Городской Думы города Новочеркасска», «Благодарственным письмом Городской Думы города Новочеркасска» определяются Положениями о них, утверждаемыми решением Городской Думы города Новочеркасска.
4. Порядок награждения «Почётной грамотой Мэра города Новочеркасска», «Почётной грамотой Администрации города Новочеркасска», «Благодарностью Мэра города Новочеркасска», «Благодарственным письмом Администрации города Новочеркасска» определяется Положениями о них, утверждаемыми постановлением Администрации города Новочеркасска.

## Список почётных граждан
1. Гагарин, Юрий Алексеевич — лётчик-космонавт СССР, первый человек в мире, совершивший полёт в космическое пространство 12 апреля 1961 года. Почётный гражданин города Новочеркасска с 1961 года.
2. Глуховской, Пантелей Иванович — заслуженный строитель России, директор завода строительных материалов и железобетонных конструкций со дня его основания. Председатель городского Общества советско-болгарской дружбы. Почётный гражданин города Новочеркасска и болгарского города-побратима Левски.
3. Оводов, Владимир Сергеевич — ученый-мелиоратор, профессор, доктор технических наук НИМИ (ныне НГМА), заслуженный деятель науки и техники РСФСР. Почётный гражданин города Новочеркасска с 1977 года.
4. Семенихин, Геннадий Александрович — участник Великой Отечественной войны, советский писатель, автор трилогии «Новочеркасск». Почётный гражданин города Новочеркасска с 1979 года.
5. Таран, Павел Андреевич — дважды Герой Советского Союза (1942, 1944), генерал-лейтенант авиации (1967). Почётный гражданин города Новочеркасска с 1981 года.
6. Кукоз, Федор Иванович — советский учёный-химик, профессор, доктор технических наук, действительный член (академик) Международной академии наук Высшей школы. Почётный гражданин города Новочеркасска с 1994 года.
7. Фокин, Владимир Петрович — инженер, кандидат технических наук, заслуженный металлург России. Генеральный директор Новочеркасского электродного завода, председатель Новочеркасского территориального объединения работодателей «Совет директоров предприятий и предпринимателей города». Почётный гражданин города Новочеркасска с 1997 года.
8. Шукшунов, Валентин Ефимович — советский учёный, организатор вузовской науки, Президент Международной академии наук высшей школы с момента основания. Профессор, доктор технических наук, Заслуженный деятель науки и техники РСФСР. Почётный гражданин города Новочеркасска с 1998 года.
9. Быков, Николай Данилович — генерал-лейтенант войск связи. Начальник Новочеркасского военного училища связи (1965—1986 гг.) Награждён орденами Александра Невского, Отечественной войны I и II степени. Почётный гражданин города Новочеркасска с [002 года.
10. Линевич, Сергей Николаевич — профессор, доктор технических наук, действительный член Международной Академии наук высшей школы, Жилищно-коммунальной академии РФ, международной академии экологии и природопользования, заслуженный деятель науки и техники России. Почётный гражданин города Новочеркасска с 2004 года.
11. Кирсанов, Евгений Иванович — историк-краевед, член Союза журналистов России. Автор более 500 статей и 9 книг об истории казачества, Новочеркасска и Донского края, в числе которых: «Слава и трагедия Новочеркасска.1805-2005», «Новочеркасск — столица мирового казачества», «История и возрождение войскового соборного храма в Новочеркасске», «Атаманский храм». Почётный гражданин города с 2006 года.
12. Лобов, Олег Николаевич — полковник в отставке, ветеран Великой Отечественной войны, историк-краевед. Активный участник возрождения казачества. В составе инициативной группы принимал участие в воссоздании Донского императора Александра III кадетского корпуса, где затем много лет проработал преподавателем и хранителем музея. Почётный гражданин города с 2006 года.
13. Арсенян, Ара Рафикович — предприниматель и активный благотворитель на нужды города. Оказывал значительную спонсорскую помощь на проведение работ по подсветке Вознесенского Войскового Кафедрального собора, мощению плиткой пр. Баклановского, ул. Просвещения и на другие работы по благоустройству города. Почётный гражданин г. Новочеркасска с 2006 года.
14. Волков, Анатолий Панфилович — мэр города Новочеркасска с декабря 2000 г. по март 2010 г. Генерал-майор, кандидат военных наук, доцент, академик Международной Академии экологических наук и безопасности, атаман Новочеркасского казачьего округа Всевеликого Войска Донского. Внес большой вклад в возрождение столицы казачества. Награждён орденами «За службу Родине в ВС» 3 степени, «За военные заслуги» и медалями, именным холодным и огнестрельным оружием. Почётный гражданин города с 2007 года.
15. Пониделко, Анатолий Васильевич — доктор юридических наук, член Союза писателей России, генерал-лейтенант внутренней службы МВД РФ в отставке. Внес большой личный вклад в социальное и духовное развитие города. Почётный гражданин Новочеркасска с 2010 года.
16. Кулишов, Владимир Иванович — российский живописец и искусствовед, член Союза художников России (с 1985 года). Почётный гражданин города с 2011 года.
17. Шатохин, Леонид Иванович — художественный руководитель Донского театра драмы и комедии имени В. Ф. Комиссаржевской, Заслуженный деятель искусств России (2008 г.), Член Союза театральных деятелей России. Почётный гражданин города с 2012 года.
18. Григорян, Валерий Андроникович — начальник городского филиала «Противотуберкулезного клинического диспансера», Заслуженный врач России, торакальный хирург высшей квалификационной категории, главный физиохирург Ростовской области, кандидат медицинских наук. Почётный гражданин города с 2012 года.[3]
19. Безуглов, Павел Тимофеевич — ветеран Великой Отечественной войны, принял участие в освобождении Ростовской области и города Новочеркасска в 1943 году, участвовал в боях за освобождение Украины, Молдавии, Румынии, Болгарии. Почётный гражданин города с 2013 года[4]
20. Скоморохов, Иван Георгиевич — участник Великой Отечественной войны, командир огневого взвода 5-го Гвардейского Донского казачьего кавалерийского корпуса, член Совета ветеранов, участник движения за возрождение казачества, почётный гражданин городов Гуляйполе и Орехов, сёл Полтавка, Преображенка, Токмачка Запорожской области Украины. Освобождал Дон и Южную Украину от немецко-фашистских захватчиков, участвовал в Корсунь-Шевченковской и Ясско-Кишиневской операциях, в прорыве вражеской обороны в Карпатах, в окружении Будапешта. 
Награждён двумя орденами Красной Звезды, тремя орденами Отечественной войны и более 20 медалями. Почётный гражданин города с 2013 года[4]
21. Калинин, Анатолий Вениаминович — русский советский писатель, поэт и публицист. Автор известного романа «Цыган». Житель города Новочеркасска. Почётный гражданин города с 2013 года
22. Подуст, Сергей Федорович — генеральный директор ООО "Производственная компания «Новочерка́сский электровозострои́тельный завод» (НЭВЗ). Почётный гражданин города с 2013 года
23. Добринский, Олег Юрьевич — с 1996 г. благочинный приходов Новочеркасского округа Ростовской-на-Дону епархии Русской Православной Церкви, кандидат богословия, духовник Ассоциации греческих общественных объединений России, с ноября 1990 года настоятель Михаило-Архангельского храма г. Новочеркасска. Почётный гражданин города с 2014 года
24. Лукьянов, Владимир Григорьевич — директор филиала ОАО «Вторая генерирующая компания оптового рынка электроэнергии» (ОАО «ОГК-2»), депутат Законодательного Собрания Ростовской области третьего и четвертого созывов. Почётный гражданин города с 2014 года
25. Святейший Патриарх Московский и всея Руси Кирилл (в миру — Владимир Михайлович Гундяев) — избран Поместным Собором Русской Православной Церкви 27 января 2009 года. Почётный гражданин города с 2015 года
26. Митрополит Меркурий (в миру — Игорь Владимирович Иванов) — митрополит Ростовский и Новочеркасский (с 27.07.2011 г.), Председатель Отдела религиозного образования и катехизации Русской Православной Церкви, настоятель храма Успения Божией Матери в Вешняках (г. Москва), Член Высшего Церковного Совета Русской Православной Церкви, Член Президиума Межсоборного присутствия Русской Православной Церкви, Глава Донской митрополии Русской Православной Церкви. Почётный гражданин города с 2015 года
27. Щедрин, Вячеслав Николаевич — доктор технических наук (1996 г.), профессор (1997 г.), академик Российской академии сельскохозяйственных наук (2005 г.), академик Российской академии наук с 2013 года (отделение сельскохозяйственных наук, секция земледелия, мелиорации, водного и лесного хозяйства). Директор научно-производственного объединения «Югмелиорация» (ныне ФГБНУ «Российский НИИ проблем мелиорации») с 1989 года. Почётный гражданин города с 2015 года
28. Емяшев, Виктор Иванович — депутат Городской Думы города Новочеркасска 3-5 созывов по избирательному округу № 12, педагог, кандидат химических наук. Награжден нагрудным знаком «Изобретатель СССР». Почётный гражданин города с 2015 года
29. Тимофеев, Анатолий Георгиевич — заслуженный тренер России (с 1997 г.), мастер спорта СССР по легкой атлетике (с 1968 г.). С 1969 года — преподаватель кафедры физвоспитания ЮРГПУ (НПИ), с 1971 года — Чемпион Спартакиады народов РСФСР, чемпион СССР, призёр кубка СССР. Почётный гражданин города с 2015 года
30. Алексеев, Борис Петрович — с 2004 года председатель Новочеркасской городской общественной организации ветеранов (пенсионеров) войны, труда, Вооружённых Сил и правоохранительных органов, полковник в отставке. Почётный гражданин города с 2015 года
31. Шаршуков, Сергей Павлович — предприниматель, один из основателей (с 1994 г.) и генеральный директор новочеркасского агентства недвижимости ООО «Ключ-Н», председатель Совета директоров строительной компании ООО «Росстрой», активный благотворитель на нужды города. В бизнесе с 1990 года. Почётный гражданин города с 2015 года
32. Золоторенко, Владимир Иванович — генерал-майор в отставке, председатель Городской Думы города Новочеркасска 3-го и 4-го созывов, председатель местного отделения Общероссийской общественной организации ветеранов войск правопорядка Новочеркасска, Октябрьского (с) района Ростовской области. Почётный гражданин города с 2016 года
33. Носков, Александр Леонидович — почётный машиностроитель России, с 1997 по 2005 годы занимал должность генерального директора Новочеркасского электровозостроительного завода, доктор социологических наук, действительный член Академии Гуманитарных Наук. Почётный гражданин города с 2016 года
34. Овечкин, Николай Васильевич — советский художник-баталист, народный художник СССР.
35. Фатеев, Виктор Павлович — работал в должности директора Новочеркасского технологического техникума-интерната с 1978 года по 2012 год. Внес большой вклад в государственное дело реабилитации инвалидов и лиц с ограниченными возможностями здоровья. Почётный гражданин города с 2017 года.
36. Елисеев, Лев Викторович — член Союза художников России, лауреат Первой премии им. Народного художника СССР Н. В. Овечкина, член Новочеркасского городского клуба художников. Почётный гражданин города с 2018 года.
37. Туманов, Борис Николаевич — участник Великой Отечественной войны с 1941 года по 1945 год. В мае 1945 года участвовал в Параде Победы в г. Москва. Почётный гражданин города с 2018 года.
38. Лабунец, Михаил Иванович — российский военачальник, генерал-полковник, Герой Российской Федерации. Почётный гражданин города Новочеркасска с 2022 года.
39. Чуб, Николай Александрович — российский космонавт-испытатель отряда ФГБУ «НИИ ЦПК имени Ю. А. Гагарина», Герой Российской Федерации. Почётный гражданин города с 2025 года.